# Szent Paula
Római Szent Paula (Róma, 347. május 5. – Betlehem, 404. január 26.) szentként tisztelt késő ókori özvegyasszony, apátnő.
Gazdag és híres római családban született 347-ben. Fiatalon megházasodott, és jámbor keresztény életet élt férjével, de már alig 32 éves korában megözvegyült 5 gyermekkel. Szent Jeromos hatása alatt ekkor teljesen felhagyott a világi élettel, és részletesen elkezdte tanulmányozni a Szentírást. Majd egyik leányával, Eustochiummal együtt – miután többi gyermekéről megfelelően gondoskodott – Jeromossal együtt a Szentföldre költözött. Itt sorra látogatta azokat a helyeket, ahol mintegy 400 évvel azelőtt Jézus is megfordult, végül Jeromossal együtt Betlehemben telepedett le. Míg Jeromos férfikolostort alapított, Paula a nők számára hozott létre monasztikus intézményt. A női kolostor apátnője maga Paula lett, aki imádságot, a Szentírás olvasást, és kétkezi munkát írt elő a kolostorába belépő nők részére.
Korabeli életrajza szerint annyira sokat sírt, hogy Jeromos már a megvakulásától félt. Paula azonban ezt írta nekiː
„El kell rútítani az arcot, melyet Isten akarata ellenére ápoltam és csinosítottam; sanyargatni kell azt a testet, melynek annyi gyönyörűségben volt része; a sok nevetést sírással kell jóvátennem; a finom simuló ruhák után szőrzsák illik hozzám; ki férjemnek és a világnak kedvét kerestem, most már csak Krisztus Urunknak kívánok tetszeni.”
Nem mérsékelte mások kérésére aszkézisét sem, és hiábavaló volt Szent Epiphaniosz püspök kérése, hogy legalább egy kis borral erősítse magát. Mintegy 20 évet töltött a Szentföldön, és 57 éves korában hunyt el 404-ben. Állítólag éppen egy kereszttel jelölte meg ajkát, amikor kiadta lelkét. Halálának hírére egybegyűltek a környék püspökei, papjai, remetéi, és a sok koldus, akiket szeretettel gondozott életében. Testét püspökök vitték eltemetni abba a betlehemi barlangba, ahol a hagyomány szerint maga Jézus született. A római katolikus egyház szentként tiszteli és halála napján üli meg emlékét.
Két leányát, Blezillát és Eustochiumot szintén szentként tisztelik.